# Geschichte der Ryūkyū-Inseln

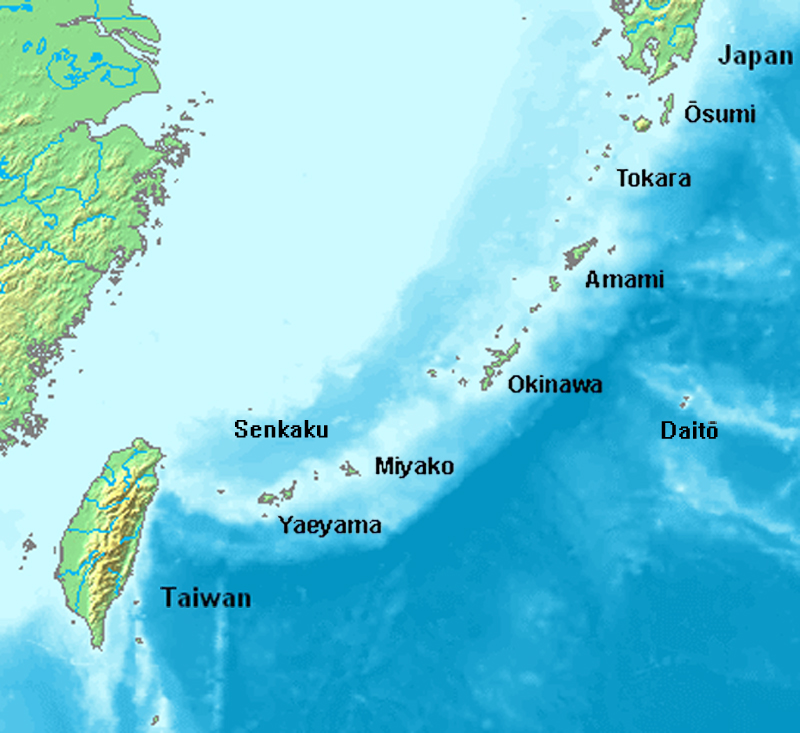
Ryūkyū-Inseln

Die Geschichte der Ryūkyū-Inseln umfasst die Entwicklungen der im Ostchinesischen Meer gelegenen Inselgruppe der Ryūkyū-Inseln von der Urgeschichte bis zur Gegenwart. Im 15. Jahrhundert entstand auf den Inseln das Königreich Ryūkyū. Dieses wurde chinesischer Vasallenstaat und profitierte stark vom Handel in Ostasien. Zu Beginn des 17. Jahrhunderts ließ der japanische Shōgun die Inseln durch einen Daimyō unterwerfen. Von da an waren die Könige von Ryūkyū Untergebene der Daimyo-Dynastie und Vasall der japanischen Shōgune. In den 1870er Jahren wurde die Inselgruppe dann eine offizielle japanische Präfektur. Im Zweiten Weltkrieg eroberten die Vereinigten Staaten die Inselgruppe und stellten diese von 1945 bis 1972 unter ihre Hoheit. Im Jahr 1972 erlangte Japan die Souveränität über die Inselgruppe zurück.

## Prähistorie
Nur prähistorische Funde wie der Yamashita-Höhlenmensch, der auf 32.000 v. Chr. zurückdatiert werden konnte, geben ein wenig Aufschluss über die Kulturen der Ryūkyū-Inseln zu dieser Zeit. Bis jetzt konnte man durch Funde von prähistorischen Abfallhaufen, die auf 2000 bis 500 Jahre vor Christus datiert werden, auf zwei unterschiedliche Kulturen schließen. Durch Ausgrabungen im Jahre 1963 wurden auch Kontakte zur Yayoi-Kultur des japanischen Festlandes nachgewiesen. Auf den weiter südwestlich gelegenen Inselgruppen Miyako und Yaeyama hingegen wurden bis jetzt weder für Kontakte zur Yayoi noch zur Jōmon-Kultur Beweise gefunden. Bis ungefähr 1000 n. Chr., in manchen Teilen sogar bis ins 14. Jahrhundert hinein waren neolithische Kulturen vorherrschend.

## 1000–1600 Das Ryūkyū der Landesfürsten/Erstes Goldenes Zeitalter
Die Lebensweise der Ryūkyū-Einwohner wurde immer komplexer. Ab dem Jahr 1000 n. Chr. entwickelte sich ein hierarchisches soziales System und infolgedessen soziale Differenzierung. Die Einwohner spezialisierten sich immer mehr in ihren Fertigkeiten. Erstmals gab es Kontakt zu Japan. Es entbrannte ein politischer und militärischer Wettkampf zwischen den verschiedenen Gemeinschaften, der von den regionalen Herrschern („Aji“) geführt wurde.
Shunten Aji (1166–1237) ging aus diesem Wettbewerb erfolgreich hervor und war als erster Herrscher imstande, seine Überlegenheit zur Einigung mit anderen Ryūkyū-Herrschern zu nutzen.
Im 14. Jahrhundert begründete König Satto (1321–95) diplomatische Beziehungen mit Korea, Japan und China; erste Tribut- und Handelsmissionen wurden nach China geschickt. Wissen und Kultur wurde so zwischen den Ländern ausgetauscht, wodurch z. B. das Sanshin (vgl. Shamisen), ein gitarrenähnliches Musikinstrument, nach Okinawa gebracht wurde und von dort aus später in Japan Verbreitung fand. König Shō Hashi (1372–1439) einigte das Königreich Ryūkyū vollständig ungefähr im Jahre 1429 und gründete die erste Shō-Dynastie. König Shō Shin (1477–1526) der zweiten Shō-Dynastie, die bis 1879 andauerte, entwaffnete die lokalen Kriegsherren. Er zwang sie in der Hauptstadt Shuri zu leben. Die Administration der lokalen Regionen übernahmen fortan offizielle Beamte.
Mitte des 16. Jahrhunderts reichte das Einzugsgebiet des Königreichs Ryūkyū über alle vier Hauptinselgruppen. Es entwickelte sich ein soziales Klassensystem, das dazu führte, dass weiterhin viele Einwohner der Ryūkyū-Inseln in Armut leben mussten. Gleichzeitig wurde das Königreich um ein stehendes Heer verstärkt.

## 1609–1879 Ryūkyū unter chinesischem und japanischem Einfluss

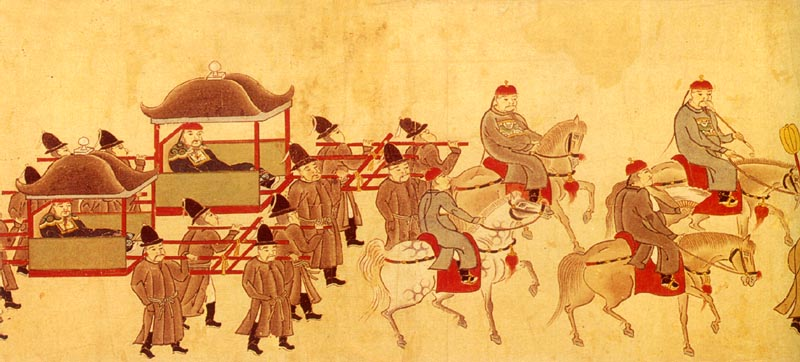
Chinesische Gesandtschaft auf Ryūkyū

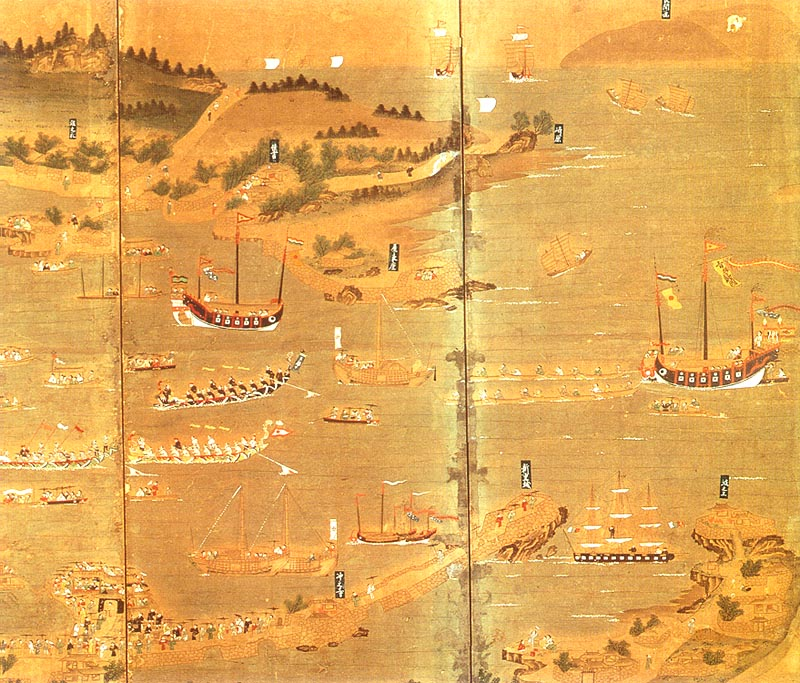
Hafen von Naha

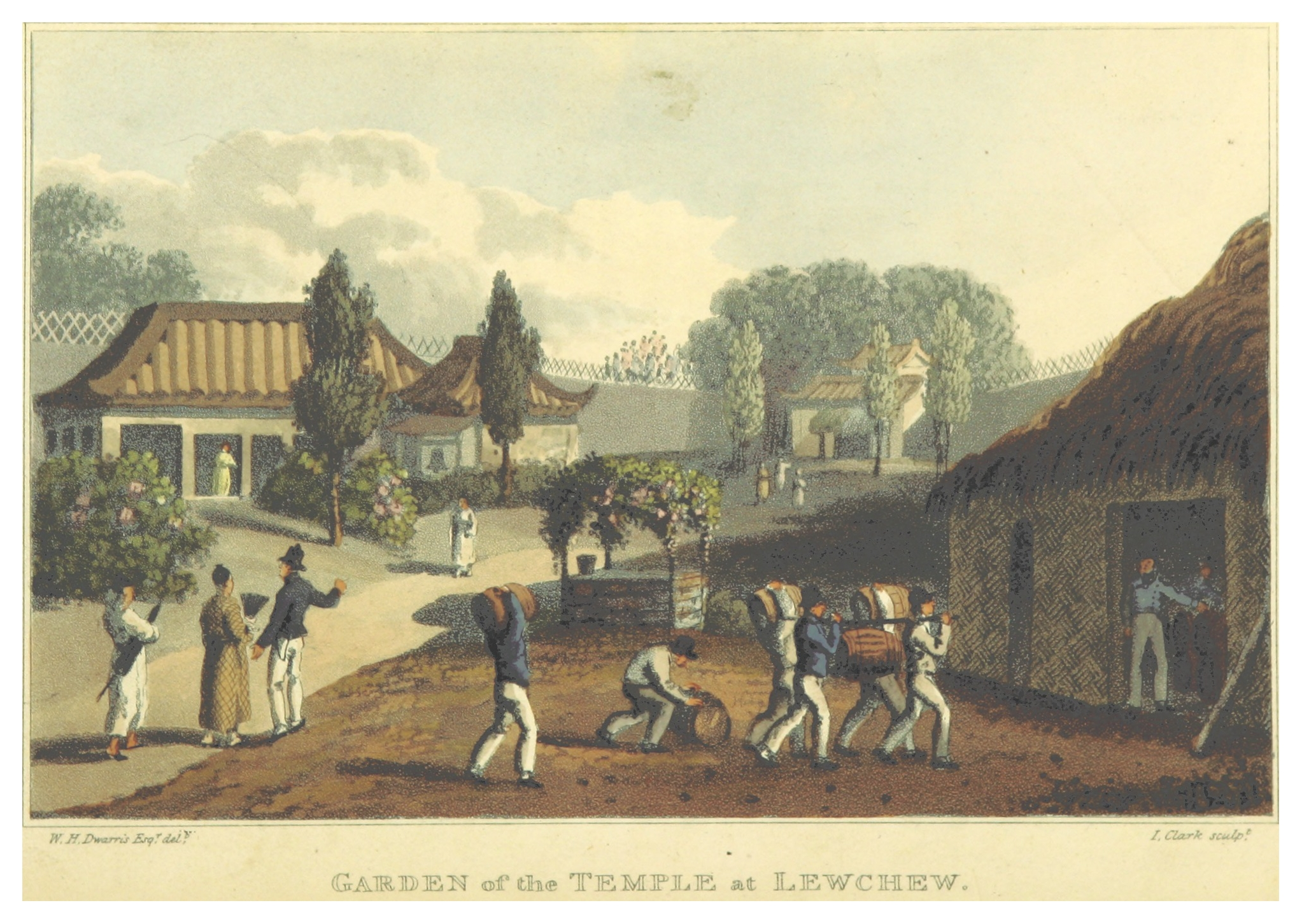
Gründung eines englischen Handelsplatzes auf der Insel Loo-Choo (1815)

Bis ins 16. Jahrhundert konnte das kleine Königreich Ryūkyū in weitgehender Unabhängigkeit von Japan und China existieren. Das 15. und 16. Jahrhundert gilt als Goldenes Zeitalter. In Japan waren die Landesfürsten mit Machtkämpfen beschäftigt. China hingegen verfolgte eine Politik der Semi-Isolation und war mit regelmäßigen symbolischen Tributmissionen zufriedengestellt. Dabei gelangte das Ryūkyū-Königreich aufgrund seiner günstigen Handelsposition zwischen Japan und China zu beträchtlichem Wohlstand. Kulturelle Errungenschaften wie z. B. Karate, dessen Beliebtheit durch Waffenverbote verstärkt wurde, sind ein Zeichen dafür.
Doch die Satsuma-Invasion im Jahre 1609 stellte das Ende der Unabhängigkeit dar. Dem Feind, der über Feuerwaffen (Tanegashima-Arkebusen) verfügte, hatten die nur 3000 Mann umfassenden Streitkräfte des Ryūkyū-Königreichs nichts entgegenzusetzen und wurden in nur zehn Tagen überrannt. Die nördliche Inselgruppe Amami kam unter direkte Kontrolle der Daimyo von Satsuma, während man sich ansonsten mit Steuerzahlungen zufriedengab. Zum Schein wurde die Regierung Ryūkyūs aufrechterhalten, so dass die chinesischen Gesandtschaften nichts von der veränderten Lage bemerkten. Die doppelte Abhängigkeit von China und Japan stürzte Ryūkyū nicht nur in eine wirtschaftliche Krise, sondern führte auch zu politischer und moralischer Konfusion.
Das Königreich Ryūkyū war zu keinem Zeitpunkt in der Geschichte von Chinesen besetzt. Trotzdem gab es zu diesem Zeitpunkt einen beträchtlichen Einfluss chinesischer Kultur, weil 36 chinesische Familien, die im Zuge einer Gesandtschaft der Ming-Dynastie nach Okinawa übersiedelten, für eine umfangreiche Wissensvermittlung an die Einwohner Ryūkyūs sorgten.
Einer dieser Gesandten war der Kampfkunstexperte Kushanku der als Bindeglied der chinesischen Stilrichtungen mit dem okinawanischen Tōde (Kempo) gilt.
Unter den Reformern Shō Jōken, Gima Shinjō und Sai On gelang während des 17. und 18. Jahrhunderts eine Wiederbelebung Ryūkyūs. Notwendige soziale, ökonomische und politische Reformen wurden durchgeführt. 1711 entstand das erste Ryūkyū-Wörterbuch. Mit Hilfe von Süßkartoffeln („Satsuma-Kartoffel“) gelang es, Hungersnöte zu verhindern. Gleichzeitig wurde die Zuckerrohrproduktion ein wichtiger Wirtschaftsfaktor auf den Inseln.
Im 19. Jahrhundert mehrten sich auch Kontakte mit dem Westen. Im Jahr 1853 landete Commodore Matthew Perry in Okinawa und richtete eine Kohlestation ein. Kaiser Wilhelm I. ließ 1876 auf Miyako ein Denkmal zum Dank für die Errettung der Besatzung des havarierten Hamburger Schoners R. J. Robertson errichten und legte damit den Grundstein für eine direkte Beziehung zwischen Ryūkyū und Deutschland. Insgesamt aber weckten die Inseln bei den Westmächten trotz ihrer strategisch günstigen Lage bis zum Zweiten Weltkrieg kein substantielles Interesse.
Mit der Reformation des japanischen Nationalstaats 1868 und der rasanten Entwicklung in den folgenden Jahrzehnten steigerten sich die Ansprüche Japans auf eine vollständige Kolonialisierung bzw. Eingliederung Ryūkyūs. 1871 wurde das Königreich erst in die neugegründete Präfektur Kagoshima eingegliedert und 1872 durch Dekret aufgelöst und das Han Ryūkyū errichtet, obwohl ein Jahr zuvor alle Han in Japan zugunsten der neu gegründeten Präfekturen abgeschafft worden waren. Diesen Ambitionen standen jedoch die Beziehungen Ryūkyūs zu China im Weg. 1874 kam es zur japanischen Taiwan-Expedition, einer Vergeltungsaktion, der ein Massaker an 54 gestrandeten Ryūkyū-Fischern durch Eingeborene Taiwans vorangegangen war. Die als Invasion Taiwans geplante Expedition war wenig erfolgreich, da die Armee durch Krankheiten dezimiert wurde. Sie führte jedoch zur Anerkennung der japanischen Herrschaft über die Ryūkyū-Inseln durch die chinesische Qing-Dynastie.

## 1879–1945
1879 wurde schließlich das Han aufgelöst und die Präfektur Okinawa eingerichtet, der Lehnsherr bzw. frühere König Ryūkyūs endgültig entthront. Die Ryūkyū-Inseln wurden in den japanischen Nationalstaat eingegliedert. Damit wurde die japanische Kultur und Sprache vermittelt. Zentrales Instrument war dabei die Einführung der Schulpflicht.
In der weiteren Entwicklung der Weltgeschichte taucht Okinawa erst wieder gegen Ende des Zweiten Weltkriegs auf. Die Schlacht um Okinawa begann am 1. April 1945 und stellte den einzigen Landkampf auf japanischem Territorium dar. In einem ungefähr drei Monate andauernden Kampf verloren 12.500 Amerikaner und geschätzte 250.000 japanische Soldaten und Einwohner Ryūkyūs ihr Leben. Die Infrastruktur wurde komplett zerstört. Wie die hohen Opferzahlen belegen, nahm weder die japanische noch die amerikanische Seite viel Rücksicht auf die zivile Bevölkerung. Nach Kriegsende richteten die USA auf Okinawa ihren zweitgrößten Marine- und Luftwaffenstützpunkt in Ostasien ein.

## 1945–1972: Ryūkyū unter US-Besatzung

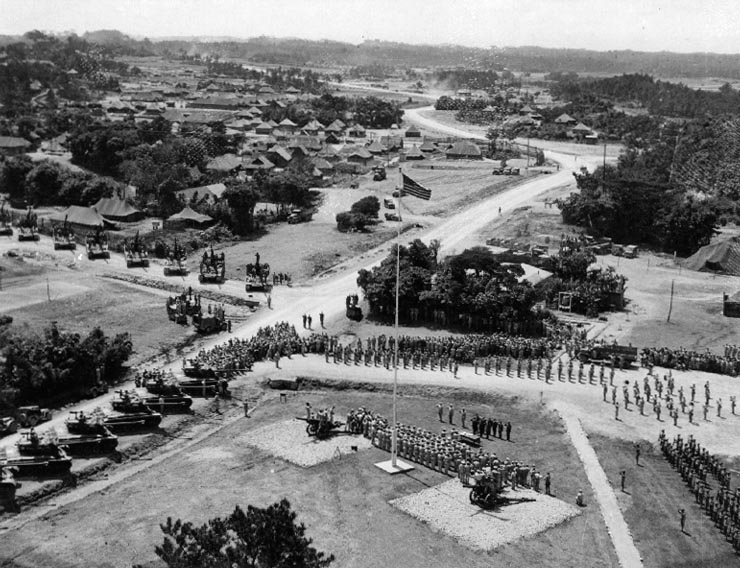
Die Kapitulation auf Okinawa

Nach dem Krieg blieb Okinawa als politisches Waisenkind zurück. Zunächst fielen alle Gebiete südlich des 29. Breitengrads unter eine Militärregierung der USA. Zwar sicherte der Friedensvertrag von San Francisco vom 8. September 1951 den Japanern eine gewisse Rest-Herrschaft (eine sogenannte „residual sovereignity“) über die Ryūkyū-Inseln zu, die eigentliche Kontrolle behielten aber die Amerikaner. Im Zusammenhang mit dem Friedensvertrag erhoben weite Teile der lokalen Bevölkerung den Vorwurf eines Handels, demzufolge den USA die Ryūkyū-Inseln überlassen wurden und im Gegenzug dafür Japan die Unabhängigkeit erhielt.
Die Einwohner der Ryūkyū-Inseln wurden bei diesen Entscheidungen nicht miteinbezogen. Trotz eindeutiger Mehrheiten der Befürworter einer Wiederangliederung an Japan verfolgten die Amerikaner eigene strategische Interessen. Die US-Regierung sah die Stationierung von Truppen in Okinawa als oberstes Ziel an, da die geostrategische Lage der Ryūkyū-Inseln im zukünftigen politischen Wettbewerb der Welt immer mehr an Bedeutung gewann. Okinawa diente als wichtige militärische Basisstation für Krisenherde der Region, wie dem Korea- oder Vietnamkrieg. Auch die unmittelbare Nähe zu Taiwan (von der Yonaguni-Insel der Yaeyama-Inselgruppe aus 90 km entfernt) erhöht sicherlich die strategische Bedeutung.

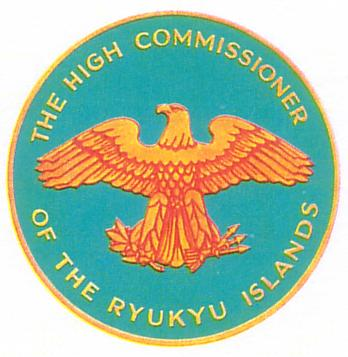
Siegel des High Commissioners (Hoher Kommissar) der Ryūkyū-Inseln

Eine nominell zivile Regierung (United States Civil Administration of the Ryukyu Islands, USCAR) wurde eingerichtet mit einem Deputy Governor (stellvertretender Gouverneur), später einem High Commissioner (Hoher Kommissar) an der Spitze, der direkt von der amerikanischen Regierung gestellt wurde. Diese Leiter blieben bis zum Schluss hochrangige Generäle. Das Militär auf Okinawa hatte immer Vorrang gegenüber zivilen Notwendigkeiten und Wünschen, was im Gegensatz zu der von den Amerikanern propagierten Demokratisierung der Ryūkyū-Inseln stand. Durch geschicktes Verhandeln konnten den Besatzern allerdings einige Zugeständnisse abgerungen werden. So entstanden zum Beispiel aus dem 1945 gegründeten Okinawa Advisory Council 1950 die Guntō-Regierungen für jeweils eine Inselgruppe, die dann schließlich in der gewählten Regierung der Ryūkyū-Inseln (Ryūkyū Seifu, GRI) aufgingen, welche allerdings von wichtigen Entscheidungen ausgeschlossen wurde und weisungsgebunden war.
Der Regierungsstil der USCAR sorgte anfangs für erheblichen Unmut in der Bevölkerung. Für die notwendigen Militärbasen waren erhebliche Landnahmen notwendig, die mit Waffengewalt den Besitzern entrissen wurden. Aus einer geplanten einmaligen Zahlung an die Landbesitzer wurde schließlich nach langem Kampf der Ryūkyū-Regierung ab dem 3. November 1958 eine periodische Zahlung, die sich im Lauf der Zeit immer mehr erhöhte, allerdings heute vom japanischen Staat getragen wird.
1953 wurde die Amami-Inselgruppe, die den japanischen Hauptinseln am nächsten liegt, als „Weihnachtsgeschenk“ an Japan zurückgegeben. Dadurch ergaben sich erhebliche Probleme für die Einwohner Amamis, die auf die nahegelegene Okinawa-Hauptinsel zur Arbeit pendelten, da sie seit dem Zeitpunkt der Rückgabe Amamis zu Japanern geworden waren und daher auch beschwerliche Einreise-Prozesse über sich ergehen lassen mussten. Seit 1953 agitierte der überparteiliche Rat für die Wiedervereinigung Okinawas mit dem Vaterland.
Ab 1958 milderte sich auch der Regierungsstil des USCAR allmählich ab. 1969 einigten sich Satō Eisaku und Richard Nixon, auch aufgrund von andauernden Protesten der Bevölkerung, auf eine Wiedereingliederung der amerikanischen Ryūkyū-Zone in den japanischen Staat zum Jahr 1972. Zur Vereinbarung gehörten eine Zusicherung des Weiterbestehens der US-Basen und Zahlungen der japanischen Regierung für deren Unterhalt sowie Geheimabsprachen über die Stationierung von Nuklearwaffen in Okinawa.

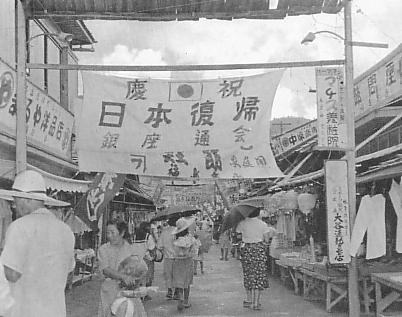
Rückgabe der Amami-Inseln 1953.

Die Bevölkerung der Ryūkyū-Inseln hat bis heute unter einer verhältnismäßig schlechten wirtschaftlichen Lage und der großen Belastung durch die US-Basen zu leiden, die auf dem sehr eng besiedelten Raum Okinawas untergebracht sind. Als Vermächtnis der japanisch-ryukuischen Geschichte seit 1609 gilt das Verhältnis zwischen den Ryūkyū-Inseln und den japanischen Hauptinseln als stark belastet. Dies beginnt mit der Satsuma-Invasion 1609, der erzwungenen Eingliederung in den japanischen Nationalstaat 1879, den als Verrat aufgefassten US-japanischen Vereinbarungen zum Ende der Besatzungszeit bis hin zur fortwährenden Präsenz militärischer Streitkräfte auf Okinawa.
Weiterhin sind US-Truppen in großer Zahl stationiert. In den letzten Jahren wächst der Druck auf die USA, ihre Truppen alsbald und vollständig von den Ryukyu-Inseln zurückzuziehen, nachdem es auf Okinawa zu diversen Skandalen um Vergewaltigungen von Frauen und Mädchen und Morde durch Angehörige der US-Streitkräfte gekommen ist. Trotz erheblichen Widerstands der lokalen Bevölkerung gibt es keine Anzeichen, dass die japanische oder amerikanische Seite bereit ist, die eigenen Interessen hinter diejenigen Okinawas zurückzustellen.

## Tabellarische Übersicht der Ereignisse
| 32.000 v. Chr.                 | Yamashita-Höhlenmensch                                                                                        |
| 2000 v. Chr. – bis Geburt Chr. | Entwicklung zweier unterschiedlicher Kulturen, Kontakte zur japanischen Yayoi-Kultur                          |
| 1000                           | Spezialisierung, soziale Differenzierung                                                                      |
| 1166–1237                      | Herrscher Shunten Aji; einigt Landesfürsten                                                                   |
| 1321–1395                      | König Satto                                                                                                   |
| 1372–1439                      | König Shō Hashi; Vollständige Einigung des Königreichs                                                        |
| 1477–1526                      | König Shō Shin; Entwaffnung der lokalen Kriegsherren; Beginn der zweiten Shō-Dynastie, die bis 1879 andauerte |
| ab 16. Jh.                     | Erstes Goldenes Zeitalter                                                                                     |
| 1609                           | Satsuma-Invasion; Abhängigkeit von Japan                                                                      |
| 17. Jh.                        | Zweites Goldenes Zeitalter                                                                                    |
| 1874                           | Taiwan-Expedition Japans                                                                                      |
| 1879                           | Entthronung des Königs; Einrichtung der Präfektur Okinawa                                                     |
| 1909                           | Einrichtung eines gewählten Präfekturparlaments (im Rest Japans 1878)                                         |
| 1912                           | Erste Teilnahme Okinawas an Wahlen zum japanischen Abgeordnetenhaus (im Rest Japans 1890)                     |
| 1921                           | Einführung moderner Gemeinden (im Rest Japans 1889)                                                           |
| 1945                           | Schlacht um Okinawa; Beginn der US-Militärverwaltung                                                          |
| 1951                           | Vertrag von San Francisco                                                                                     |
| 1952                           | Einrichtung des Rippōin, der Legislative der US-Ryūkyū-Inseln                                                 |
| 1953                           | Rückgabe der Amami-Inselgruppe an Japan (zu Kagoshima)                                                        |
| 1968                           | Erste und einzige Direktwahl des zivilen Gouverneurs: Der Lehrer Yara Chōbyō gewinnt.                         |
| 1969                           | US-japanische Verständigung über eine Rückkehr unter japanische Souveränität bis 1972                         |
| 1970                           | Wahl einer Vertretung Okinawas im japanischen Parlament                                                       |
| 1971                           | Unterzeichnung und Ratifizierung der Rückgabevereinbarung                                                     |
| 1972                           | Rückgabe der Präfektur Okinawa an Japan                                                                       |
| 1978                           | Rückstellung des Straßenverkehrs in Okinawa auf Linksverkehr                                                  |